# دعوة (إسلام)
الدعوة في الإسلام هي الدعوة إلى دخول الإسلام، والإيمان به وبما جاءت به رسله، بتصديقهم فيما أخبروا به، وطاعتهم فيما أمروا، وهو بحسب المفهوم الإسلامي قيام المسلم ذي الأهلية ـ في العلم والدين ـ بتبصير الناس بأمور الدين، وحثهم على الخير، وإنقاذهم من شر واقع، وتحذيرهم من سوء متوقع، على قدر الطاقة، ليفوزوا بسعادة العاجل والآجل، ويُختصر تعريف الدعوة بأنه معرفة الدين ودعوة الناس إليه، ويُسمى المُسلم المُتطوع للدعوة بـالداعي أو الداعية، وهو الشخص الذي تطوّع لنفسه لهذا العمل، وهو الذي يدعو الناس إلى الإسلام عن طريق الحوار وإقامة الحُجج بغرض التبليغ وإيصال الرسالة، وُردت أدلة شرعيّة من القرآن والسنة النبوية وكذلك على بعض آثار صحابة نبي الإسلام محمد بأن أساس الدعوة هي اللين والرحمة والتعامل بخُلقٍ حسن، لا الغِلظة والفظاظة، كما يؤمن المُسلمين بأنه لا يُوجد إكراه في الدعوة ولا إجبار، وتكون الاستجابة بالاختيار. لا تكون الدعوة فقط في غرض الدخول في الإسلام، بل الدعوة في العمل بواجباته وأركانه، والتخلي عن ما يناقضه، فالدعوة تكون على المُسلمين وبشكلٍ أكبر على غير المسلمين.

## الدعوة في المعنى اللغوي
كلمة (الدعوة) هي مصطلح إسلامي، وهناك علاقة وثيقة بين مدلول هذا اللفظ في الأصل اللغوي، وبين استعماله كمصطلح إسلامي صرف. والدعوة مُشتقة من «دَ عَ وَ» على وزن «فَعَلَ». وهذا اللفظ لا يحمل إلا معنى واحدًا، وهو: أن تميل الشيء إليك بصوت وكلام يكون منك. ومشتقات هذا الفعل لم تخرج في مدلولاتها عن هذا المعنى أبداً. وكذلك تأتي بمعنى الإمالة والترغيب.

## الدعوة في الشرع
الدعوة في الشرع تعني حثُ الناس على فعل الخير والهدى وترك المنكرات وتحذير الناس من المخالفات الشرعية.

### في القرآن
وُردت الدعوة في كثير من الآيات القُرآنية، منها:
- ﴿فَبِمَا رَحْمَةٍ مِنَ اللَّهِ لِنْتَ لَهُمْ وَلَوْ كُنْتَ فَظًّا غَلِيظَ الْقَلْبِ لَانْفَضُّوا مِنْ حَوْلِكَ فَاعْفُ عَنْهُمْ وَاسْتَغْفِرْ لَهُمْ وَشَاوِرْهُمْ فِي الْأَمْرِ فَإِذَا عَزَمْتَ فَتَوَكَّلْ عَلَى اللَّهِ إِنَّ اللَّهَ يُحِبُّ الْمُتَوَكِّلِينَ ۝١٥٩﴾ [آل عمران:159]
- ﴿وَمَنْ أَحْسَنُ قَوْلًا مِمَّنْ دَعَا إِلَى اللَّهِ وَعَمِلَ صَالِحًا وَقَالَ إِنَّنِي مِنَ الْمُسْلِمِينَ ۝٣٣﴾ [فصلت:33]
- ﴿كُنْتُمْ خَيْرَ أُمَّةٍ أُخْرِجَتْ لِلنَّاسِ تَأْمُرُونَ بِالْمَعْرُوفِ وَتَنْهَوْنَ عَنِ الْمُنْكَرِ وَتُؤْمِنُونَ بِاللَّهِ وَلَوْ آمَنَ أَهْلُ الْكِتَابِ لَكَانَ خَيْرًا لَهُمْ مِنْهُمُ الْمُؤْمِنُونَ وَأَكْثَرُهُمُ الْفَاسِقُونَ ۝١١٠﴾ [آل عمران:110]
- ﴿وَلْتَكُنْ مِنْكُمْ أُمَّةٌ يَدْعُونَ إِلَى الْخَيْرِ وَيَأْمُرُونَ بِالْمَعْرُوفِ وَيَنْهَوْنَ عَنِ الْمُنْكَرِ وَأُولَئِكَ هُمُ الْمُفْلِحُونَ ۝١٠٤﴾ [آل عمران:104]
- ﴿ادْعُ إِلَى سَبِيلِ رَبِّكَ بِالْحِكْمَةِ وَالْمَوْعِظَةِ الْحَسَنَةِ وَجَادِلْهُمْ بِالَّتِي هِيَ أَحْسَنُ إِنَّ رَبَّكَ هُوَ أَعْلَمُ بِمَنْ ضَلَّ عَنْ سَبِيلِهِ وَهُوَ أَعْلَمُ بِالْمُهْتَدِينَ ۝١٢٥﴾ [النحل:125]

### في السنة النبوية
روي عن أبو هريرة في  صحيح مسلم: 
| دعوة (إسلام) | من دعا إلى هدى كان له من الأجر مثل أجور من تبعه لا ينقص ذلك من أجورهم شيئًا، ومن دعا إلى ضلالة كان عليه من الإثم مثل آثام من تبعه لا ينقص ذلك من آثامهم شيئًا، صحيح | دعوة (إسلام) |

روي عن عبد الله بن عمرو بن العاص في  صحيح البخاري: 
| دعوة (إسلام) | بلغوا عني ولو آية وحدثوا عن بنى إسرائيل ولاحرج ومن كذب علي متعمدا فليتبوأ مقعده من النار، صحيح | دعوة (إسلام) |

## الخلفيّة التاريخية في الدعوة
يُعتبر النبي محمد هو أكبر الدعاة في الإسلام، وأكثرهم بصيرةً وتنويراً، وهو الأساس الذي بدأت به الدعوة، وهو المُصطفي الذي يُوحى إليه أساليب الدعوة وطُرقها، يُؤمن المُسلمون بأن محمد بدأ دعوته بتعاملٍ إنساني تعتليه مبادئ الرحمة والأخلاق الحسنة وأنه لو بدأ دعوته بغِلظة وفظاظة لما استجاب أحدٌ لدعوته، استناداً للآية القرآنية: ﴿فَبِمَا رَحْمَةٍ مِنَ اللَّهِ لِنْتَ لَهُمْ وَلَوْ كُنْتَ فَظًّا غَلِيظَ الْقَلْبِ لَانْفَضُّوا مِنْ حَوْلِكَ فَاعْفُ عَنْهُمْ وَاسْتَغْفِرْ لَهُمْ وَشَاوِرْهُمْ فِي الْأَمْرِ فَإِذَا عَزَمْتَ فَتَوَكَّلْ عَلَى اللَّهِ إِنَّ اللَّهَ يُحِبُّ الْمُتَوَكِّلِينَ ۝١٥٩﴾، كان النبي محمد مُنذ بداية نزول الوحي يتدرج في الدعوة، إبتدأت الدعوة على مرحلتين مرحلةٌ في السر ومرحلة في العلن، الدعوة في السر كانت في بداية الوحي الإسلامي، وذلك من باب الحكمة، لإن مكة كانت مركزاً لدين العرب، وكان بها سدنة الكعبة والقائمون على الأوثان والأصنام التي كانت مقدسة عند سائر العرب في ذلك الزمان، وكان الأمر يحتاج إلى صبر ومثابرة وعزيمة لا تزلزلها المصائب والكوارث. فكان من الحكمة أن تكون الدعوة في بداية أمرها سرية، لئلاً يفاجأ أهل مكة بما يهيجهم ويثير حميتهم لآلهتهم وأصنامهم، وبدأ النبي محمد ﷺ بعرض الإسلام أولاً على أقرب الناس إليه، وألصقهم به، فدعا آل بيته وأصدقاءه ممن يعرفهم ويعرفونه، يَعْرِفهم بحب الحق والخير، ويعرفونه بالصدق والصلاح، فأجابه من هؤلاء جَمْعٌ عرفوا في التاريخ الإسلامي بالسابقين الأولين. أم في مرحلة العلن، فقد أمر الله نبيّه بأن يصدع بالحق ولا يخاف من أحد، وأن يجهر بدعوته، وأخبره أن يبدأ الجهر بدعوة أهله وعشيرته الأقربين، فدعا بني هاشم ومن معهم من بني المطلب. بعد أن تمكن المسلمون من فتح مكة في السنة الثامنة للهجرة وما تلاه من انتصارات متتابعة وفتوحات متعاقبة، أرسل النبي محمد ﷺ الصحابة إلى مناطق الجزيرة العربية يعلمون الناس دين الإسلام ويقرؤون عليهم القرآن ويصلون بهم ويجمعون منهم الزكاة.

## هدف الدعوة
في الدين الإسلامي، تكون الدعوة للمسلمين ولغير المُسلمين على حدٍ سواء، والغرض منه هو فهم عبادة الله كما ورد في القرآن والسنة، والدعوة إلى الله هي الوسيلة التي بدأ محمد نشر رسالة القرآن للبشرية. وأما بعد محمد فإن المسؤولية تقع على المُسلمين من أتباع محمد ﷺ لإيصال رسالة القرآن الكريم من خلال توفّر العلم والحجج الكافيّة لإيصال رسالة التوحيد الذي بُعث بها النبي محمد ﷺ.